# 미즈호정
미즈호정(일본어: 瑞穂町 미즈호마치[*])은 일본 도쿄도 니시타마군의 정이다.

## 개요
다마 지역에 있는 3개의 정 중 하나이다. 사야마 구릉의 서쪽 끝에 위치해 있다. 남부는 주일미군 요코다 기지가 차지하고 있어 인구 밀도가 약 2,000명/㎢로 주변에 비해 낮다. 인구는 2005년을 정점으로 조금씩 감소하고 있다.

## 역사
고대에 사람이 살기 시작한 것은 구석기 시대라고 알려져 있으며, 아사마 계곡과 사야마 유적에서는 당시의 석창이 발견되고 있다. 돌창은 미즈호정 향토자료관에 전시되어 있다. 에도 시대에 들어서면서 하치오지 천인동심(八王子千人同心)이 닛코 근무의 왕복에 이용하던 닛코와키 왕래가 마을을 남북으로 가로지르는 길이 생겼다. 이를 미즈호정 내에서는 닛코 가도(日光街道)라고도 부른다.
- 1889년 - (미즈호정 이전의 역사) 하코네가사키, 이시바타, 노노가야, 나가오카 등 4개 촌의 조합을 조직하여 행정 운영을 실시하였다.
- 1940년 11월 10일 - 하코네가사키촌, 이시하타촌, 도노가야촌, 나가오카촌을 합병하여 정으로 승격해 미즈호정이 되었다. 정 이름은 당시 도쿄도지사 오카다 슈조(岡田周造)가 명당으로 지정한 이름이다.
- 1958년 10월 15일 - 사이타마현 이루마군 모토사야마촌의 일부를 편입하였다.
- 2018년 11월 - 미즈호정사무소 신축 공사를 착공하였다.

## 지리
남쪽으로 도쿄도 훗사시, 서쪽으로 오메시, 하무라시, 동쪽으로 무사시무라야마시, 사이타마현 도코로자와시, 북쪽으로 사이타마현 이루마시와 접한다.

## 인구
| 연도 | 인구   | ±%     |
| ---- | ------ | ------ |
| 1960 | 12,092 | —      |
| 1970 | 17,687 | +46.3% |
| 1980 | 22,803 | +28.9% |
| 1990 | 30,967 | +35.8% |
| 2000 | 32,892 | +6.2%  |
| 2010 | 33,467 | +1.7%  |

## 교통

### 도로
- 국도 16호선

### 철도
- 동일본 여객철도 하치코선